# Ombromanie

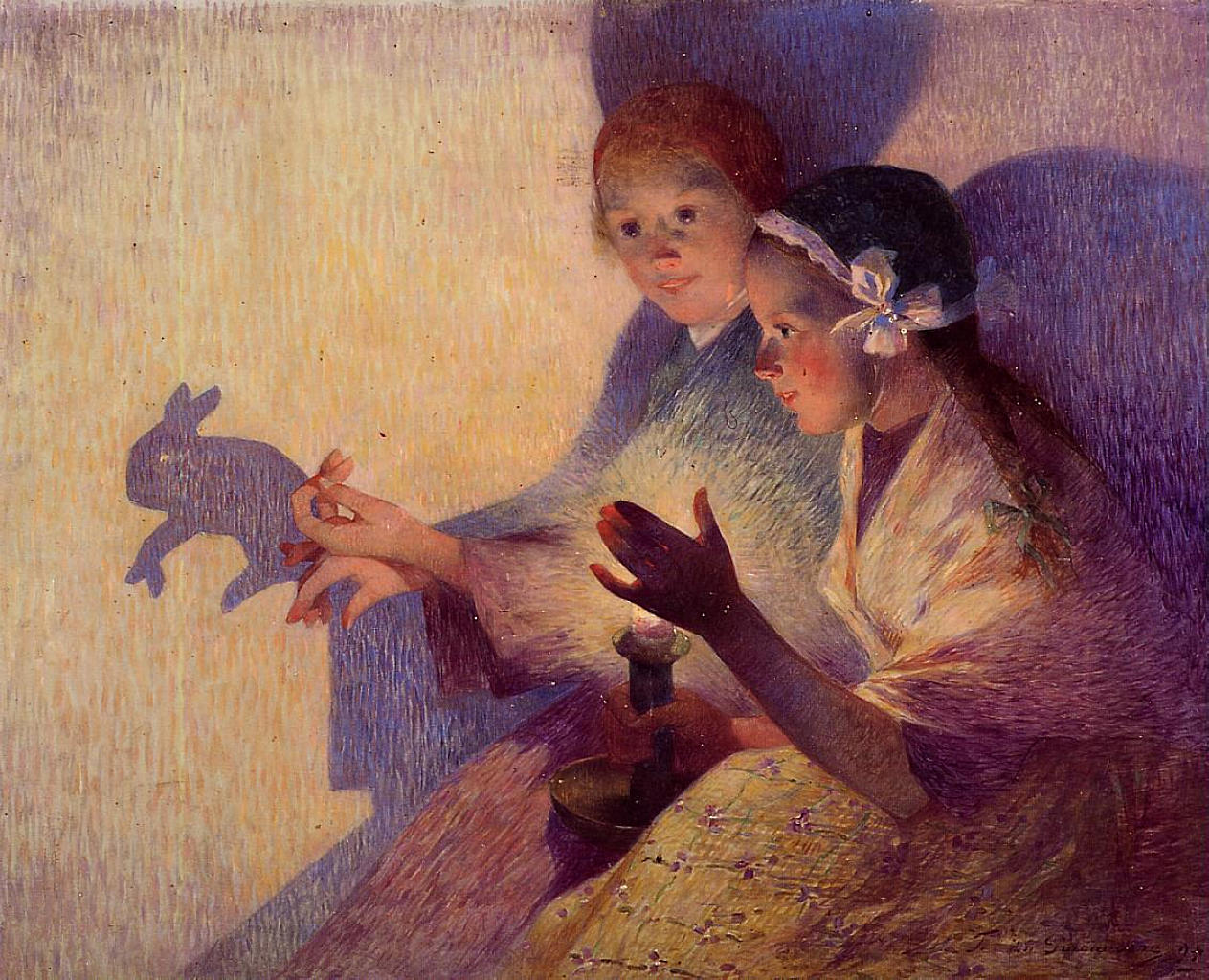
Ombres chinoises, le lapin, Ferdinand du Puigaudeau (1864-1930)

 (janvier 2023).
L'ombromanie est la pratique dite des ombres chinoises avec les mains. Il peut intervenir dans le théâtre d'ombres. 

## Description
Elle consiste à créer des ombres projetées sur un écran en plaçant ses mains dans le faisceau lumineux d'un projecteur. En positionnant habilement ses doigts, l'artiste peut créer des ombres évoquant des animaux, des personnages. Il peut aussi utiliser de petits morceaux en carton découpé pour accentuer un détail. 

Le Magasin Pittoresque, 1861
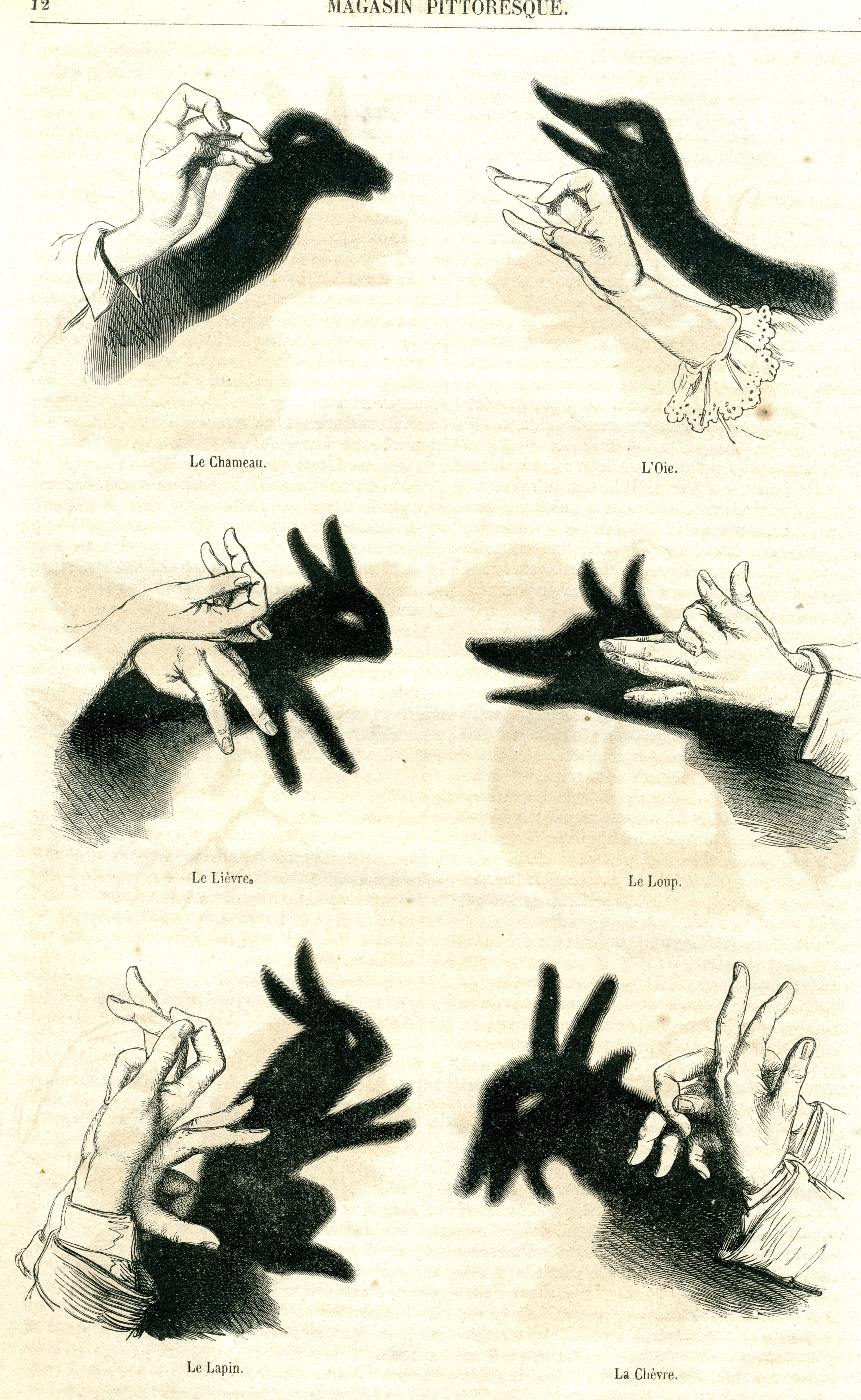
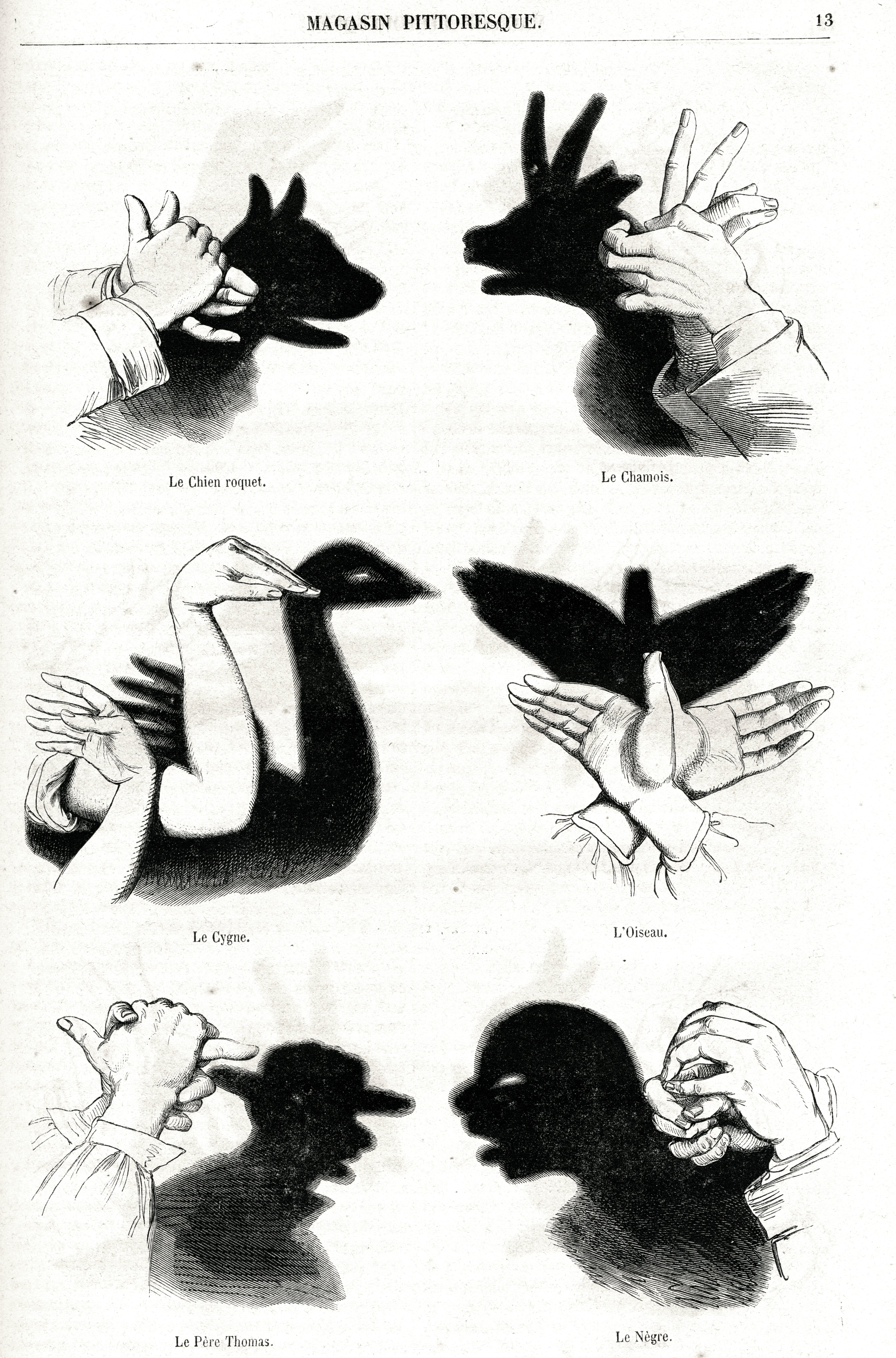

## Histoire
L'art de l'ombromanie moderne est diffusé au XIXe siècle par le Français Félicien Trewey lors de ses spectacles. En France, Victor Effendi Bertrand, en 1892, publie chez Mendel à Paris Les Silhouettes Animées à la Main qui fait toujours référence. 